# Strigiphlebia flavirena
Strigiphlebia flavirena är en fjärilsart som beskrevs av George Francis Hampson 1909. Strigiphlebia flavirena ingår i släktet Strigiphlebia och familjen nattflyn. Inga underarter finns listade i Catalogue of Life.